# Janetaescincus veseyfitzgeraldi
Espèce
Synonymes
- Amphiglossus veseyfitzgeraldi
Parker in Vesey-Fitzgerald, 1947

Statut de conservation UICN

 EN B1ab(iii)+2ab(iii) : En danger
Janetaescincus veseyfitzgeraldi est une espèce de sauriens de la famille des Scincidae.

## Répartition
Cette espèce est endémique des Seychelles.

## Étymologie
Cette espèce est nommée en l'honneur de Leslie Desmond Foster Vesey-Fitzgerald.

## Publication originale
- Vesey-Fitzgerald, 1947 : Reptiles and amphibians from the Seychelles Archipelago. Annals and magazine of natural history, sér. 11, vol. 14, p. 577-584.